# Osváldo Pugliese
Osváldo Pedro Pugliese, född 1905, död 1995, argentinsk tangomusiker.
Han kombinerade i dramatiska arrangemang danssalongernas starkt framträdande grundpuls med en utveckling mot mer konsertant tango.